# Onthophagus bonengus
Onthophagus bonengus är en skalbaggsart som beskrevs av Kabakov 1994. Onthophagus bonengus ingår i släktet Onthophagus och familjen bladhorningar. Inga underarter finns listade i Catalogue of Life.